# Cwi-Hirsz ben Zacharia Mendel
Cwi-Hirsz ben Zacharia Mendel (zm. 1690 w Lublinie) – wieloletni rabin Gminy Wyznaniowej Żydowskiej w Lublinie i uczony żydowski. Zmarł w 1690 w Lublinie. Został pochowany na starym cmentarzu żydowskim w Lublinie, gdzie do dziś zachował się jego grób.